# Мост Франка Шервина
Мост Франка Шервина — трёхпролётный железобетонный мост через реку Лиффи в Дублине. Назван в честь ирландского политического деятеля Франка Шервина. Спроектирован Ричардом Фаулером из Dublin Corporation Road Design Division. Главная задача моста Франка Шервина — принять на себя поток автомобилей, который раньше проходил по соседнему мосту Шона Хьюстона, более старому и узкому. В ста метрах от моста Франка Шервина находится железнодорожная станция Хьюстон.
Мост был открыт 28 августа 1982 года. В этом же году конструкция моста была отмечена премией Ирландского бетонного общества.